# 潮江春

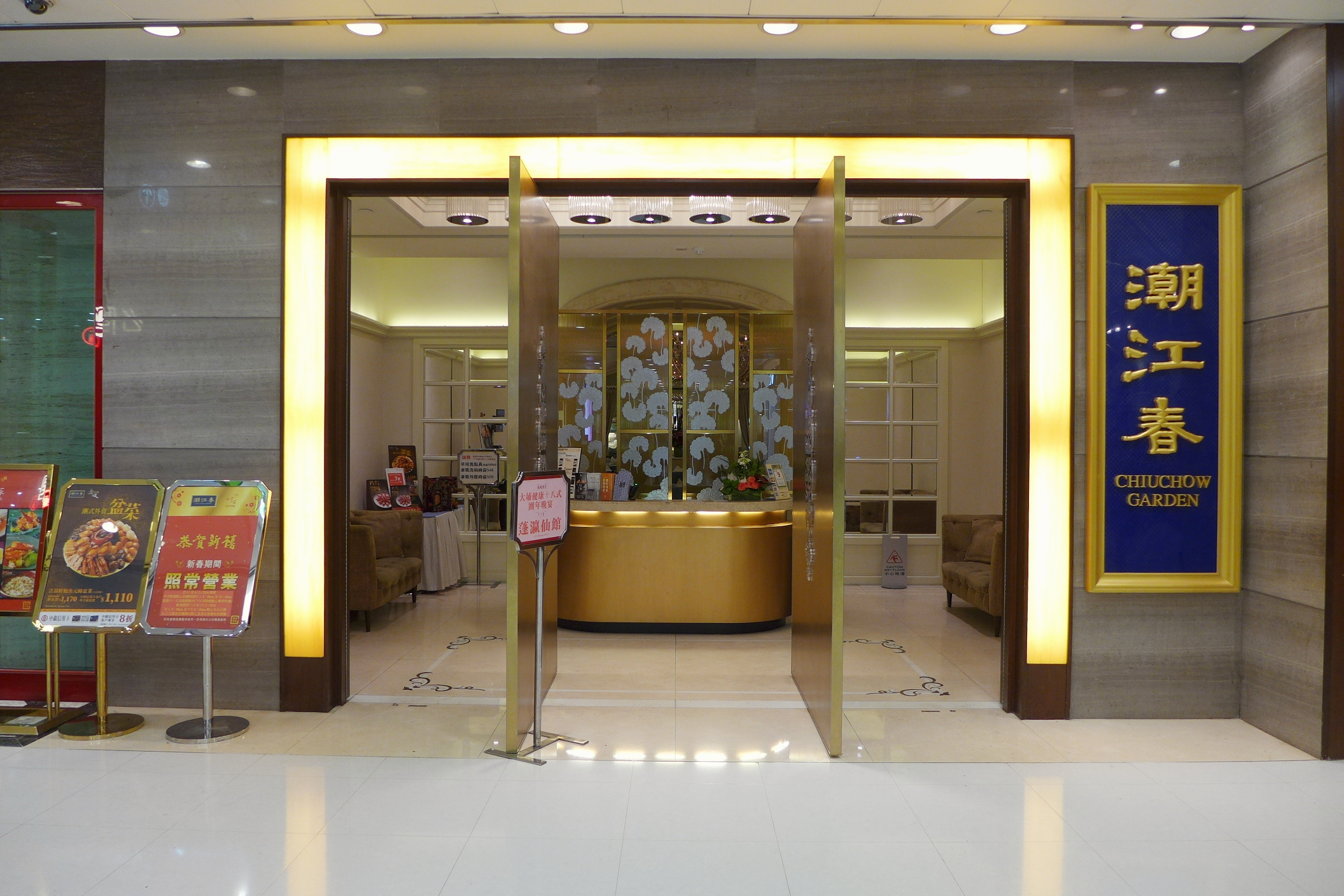
位於大埔新達廣場的潮江春

潮江春（Chiu Chow Garden Restaurant）（1981年至今），為美心食品有限公司潮州菜酒家品牌，提供粵式及潮州式早午市點心、潮州午晚市小菜及婚宴筵席，但怡和大廈分店不設早市（怡和大廈分店已結業）。2007年開設副線品牌潮庭。

## 歷史
首家於尖沙咀中心開業。
1983年，美心於荃灣綠楊新邨開設潮江春。

## 分店

### 潮江春
- 香港
  - 上環無限極廣場（可筵開53席）
    - 1988年開業，2004年5月翻新，2010年9月再度翻新後復業，並增設早市。

  - 銅鑼灣銅鑼灣廣場（可筵開28席）
    - 2013年11月27日開幕。

- 新界
  - 荃灣荃灣廣場（可筵開20席）
    - 2013年7月開幕，取代荃灣綠楊坊分店。

  - 上水上水匯（可筵開22席）
    - 2014年7月開業。

### 潮庭
- 鰂魚涌太古城中心（可筵開22席）
  - 2010年7月開業，代替原「潮江春」。
- 尖沙咀星光行（可筵開28席）

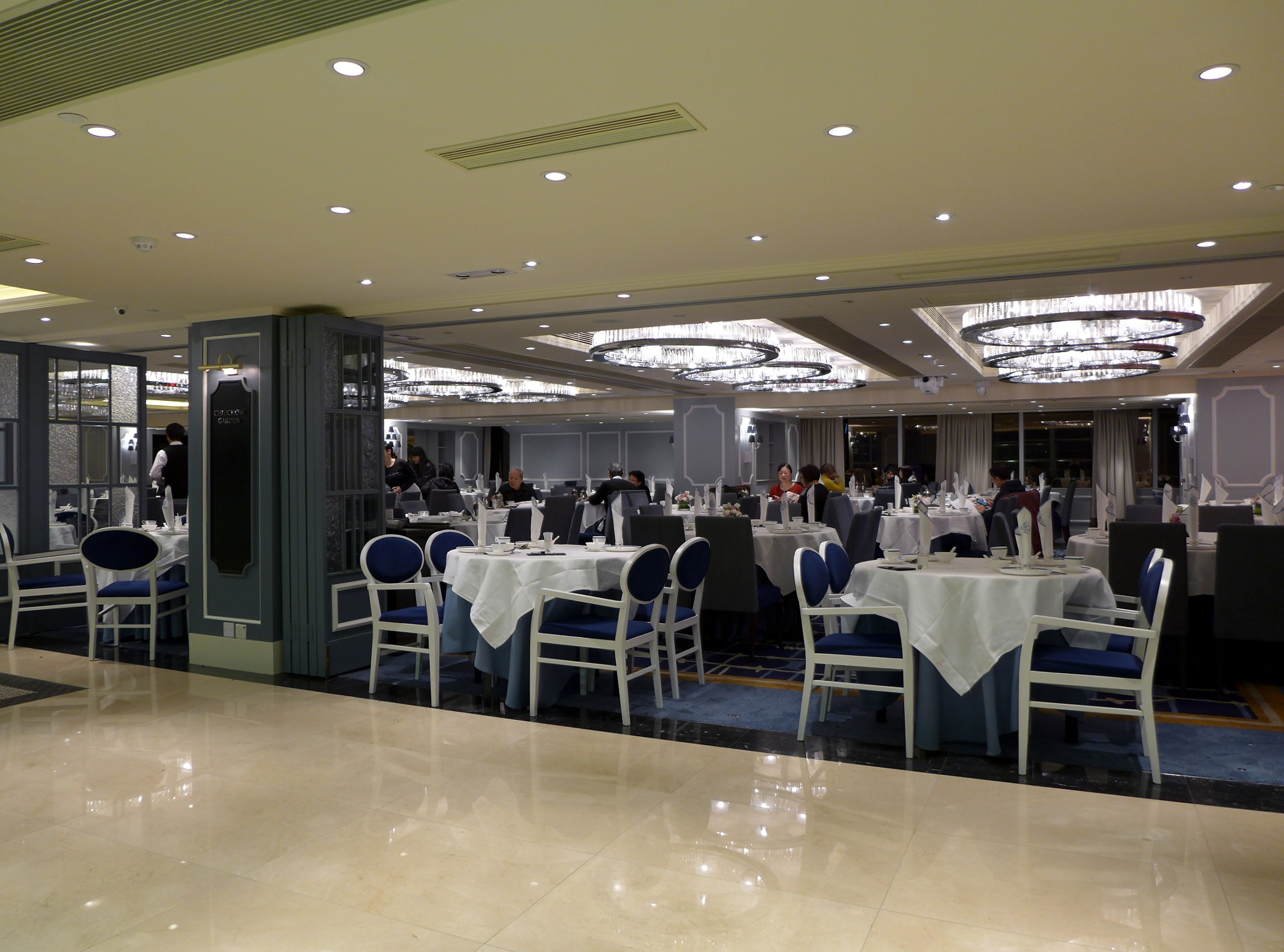
新城市廣場潮庭

  - 2011年8月3日開業，原址前身為「金島燕窩潮州酒樓」。
- 沙田新城市廣場（可筵開25席）
  - 2013年12月開業，前身為美心皇宮。
- 葵芳新都會廣場 （可筵開24席）
  - 2015年5月開業，代替原「潮江春」。
- 將軍澳將軍澳中心（可筵開22席）
  - 2017年1月23日開業。
- 大圍圍方
  - 2023年7月22日開業。

### 已結業分店
- 香港
  - 中環怡和大廈（可筵開23席）
    - 1985年開業，2008年2月翻新後復業。

  - 中環和記大廈（可筵開20席）
    - 2007年9月開業，代替原「力寶軒」。

  - 銅鑼灣興利中心
    - 1997年代改為美心大酒樓。

  - 銅鑼灣皇室堡
    - 2000年結業。

  - 鰂魚涌康怡廣場
    - 2003年結業。

  - 金鐘力寶中心
    - 2001年改為「力寶軒」，2006年結業。

  - 鰂魚涌太古城中心
    - 2010年6月結業裝修，於2010年8月改名為潮庭重新開業。

  - 杏花邨杏花新城
    - 1990年開業，2001年5月翻新後復業，於2011年3月結業。

- 九龍
  - 尖東尖沙咀中心
    - 1992年結業。

  - 藍田麗港城商場
    - 1998年結業。

  - 九龍灣淘大商場
    - 1998年改為美心大酒樓，再於2003年結業。

  - 紅磡黃埔花園
    - 2000年結業。

  - 黃大仙黃大仙中心
    - 2007年被改為八喜、美心MX及元氣壽司。

- 新界
  - 荃灣東亞花園
    - 1988年結業。

  - 沙田新城市廣場
    - 1995年開業，2004年因商場翻新而結業。

  - 荃灣綠楊坊
    - 2008年2月翻新，遷至同商場美心大酒樓舊址部份位置，2013年9月遷往荃灣廣場。

  - 葵芳新都會廣場
    - 原為聚豪閣，2010年3月翻新，於5月31日改名為潮江春重新開業，並間出三分之一位置予「中國芳」，2015年5月改為「潮庭」。

  - 大埔新達廣場（可筵開35席）
    - 2008年11月翻新，並間出一半位置予「北京人家」，2018年因商場翻新而結業。

## 聚豪閣

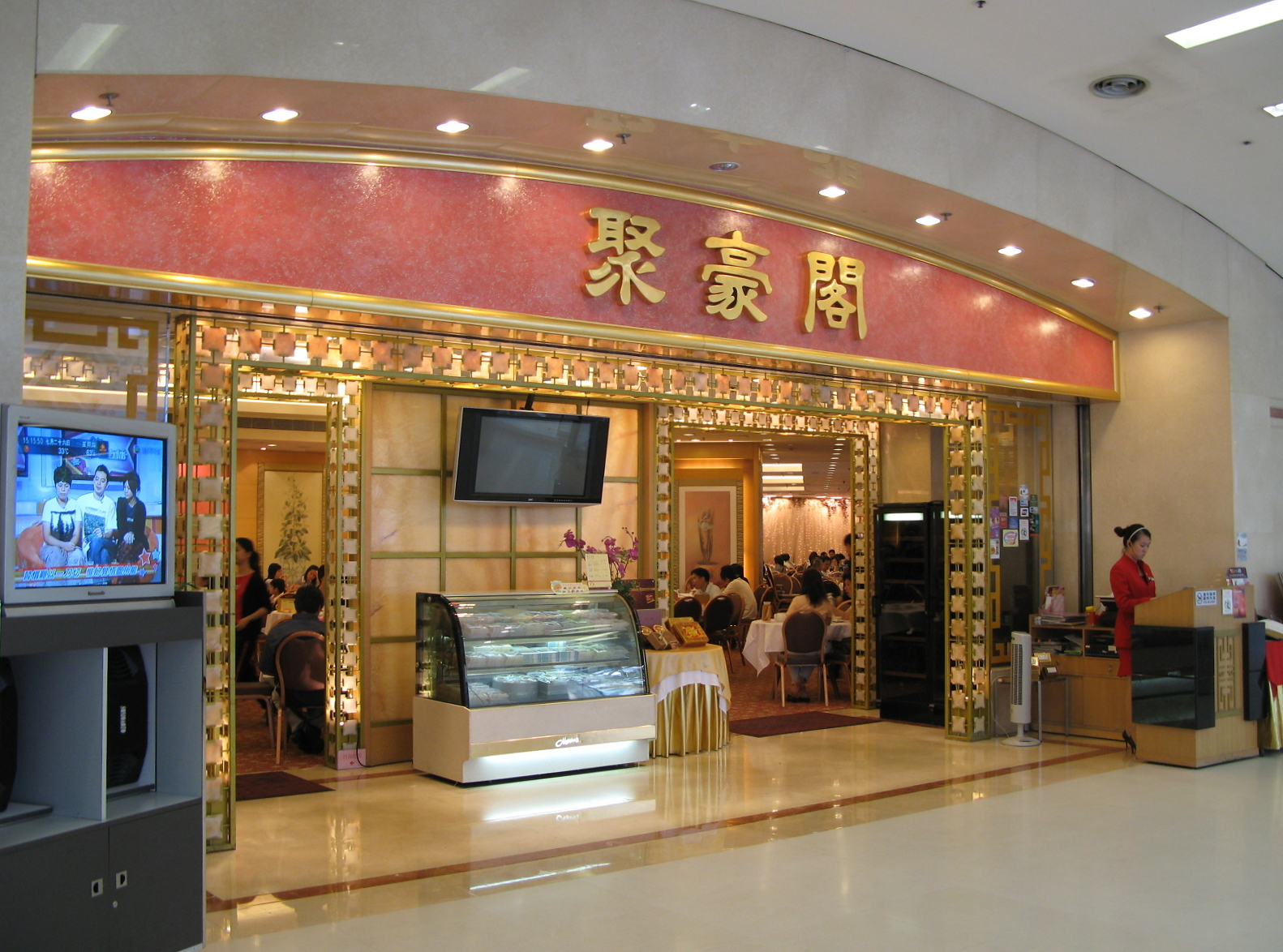
聚豪閣

聚豪閣（Chiu Chow Garden Restaurant）（2000年至2010年），為美心食品有限公司潮州菜酒家的旗下品牌，設於葵芳新都會廣場。
與「潮江春」無大差異，於2000年開業，該位置前身為「潮濠城」。於2010年6月改為潮江春，原址將間開三份一面積，開設中國芳京菜。

## 力寶軒
力寶軒（Lippo Chiu Chow Restaurant）（2001年至2006年），為美心食品有限公司潮州菜酒家的旗下品牌，設於金鐘力寶中心
1998年起，美心革新旗下多個品牌，包括於2001年把力寶中心「潮江春」改為「力寶軒」，突顯與其他「潮江春」不同，以較豪華裝修及精緻菜式吸引商務及婚宴市場。
2005年，「力寶軒」因租務問題原定於10月結業，但因結婚酒席訂金及賠償問題與多對新人出現糾紛，包括現時無綫新聞策劃主任方東昇，最後獲延至12月結業。原址改由力寶集團自行經營，名稱則不變。

## 外部連結
- 潮江春官方網站 （页面存档备份，存于）
- 美心集團官方網站